# Замок Тамзель
Замок Тамзель (нем. Schloss Tamsel) — памятник архитектуры расположенный в посёлке Домброшин  Любушского воеводства, в Польше. Замок был основан в 1686 году по распоряжению бранденбургского генерал-фельдмаршала — Ганса Адама фон Шёнинга.

## История
Датой основания замка Тамзель считается 1686 год. Автором проекта и распорядителем выступил бранденбургский генерал-фельдмаршал Ганс Адам фон Шёнинг. После того, как имперские войска одержали победу в сражении при Буде в 1686 году фон Шёнинг прибыл в Тамзель — небольшое поселение на берегу реки Одер. Здесь по его проекту и при помощи греческих архитекторов начались работы по постройке замка и парка вокруг него.
Дальнейшая история замка Тамзель тесно связана с королём Пруссии — Фридрихом II. Его семья владела имением в Костшин-над-Одроном (ранее Кюстрин (нем. Küstrin)), что в 5 км к юго-востоку от Тамзеля вдоль реки Одра. Более того, будучи увлеченным местной жительницей von Wreech (дочерью барона von Wreech), Фридрих II проводил много времени в этом замке. Последний раз Фридрих II посетил территорию замка 30 августа 1758 года, после Цорндорфского сражения. Последствия Семилетней войны были губительными и для поселения Тамзель вместе с замком в том числе — поместье оказалось разграблено и сожжено русскими войсками.
В мае 1840 года в столетнюю годовщину восхождения Фридриха II на трону в парке на территории поместья была воздвигнута статуя в честь короля. Во время Второй мировой войны замок служил временной штаб-квартирой для маршала Жукова в 1945 году. Несмотря на многочисленные разрушения вокруг территория поместья и сам замок мало пострадали. В настоящее время территория замка открыта для туристов, некоторые здания используются для нужд библиотеки и детского сада.